# Vagnfjorden
Vagnfjorden (nordsamisk: Bárdevuotna) er en fjordarm af Varangerfjorden i Sør-Varanger kommune i Troms og Finnmark fylke i Norge. Fjorden har indløb mellem Bárdevuonjárga i vest og Vagnfjordholmen i øst og går to kilometer mod syd.
Det er ingen fastboende ved fjorden.